# Histoire de deux enfants qui volèrent la Lune
Pour plus de détails, voir Fiche technique et Distribution.
Histoire de deux enfants qui volèrent la Lune (O dwóch takich, co ukradli księżyc) est un film populaire polonais de 1962, basé sur un livre pour enfants de Kornel Makuszyński.
Dans ce film, les frères jumeaux Jarosław et Lech Kaczyński, futurs président de la République et président du Conseil des ministres polonais, alors âgés d'une douzaine d'années, jouaient le rôle de sympathiques garnements. Ils y ont tous deux gagné une popularité qui contribuera à leur carrière politique.
Un remake a été tourné en 1993 par Leszek Gałysz sous le titre Jacek & Placek.

## Synopsis
Les frères jumeaux, Jacek et Placek, sont les fauteurs de troubles de la ville. Ils sont paresseux, gourmand et cruels. Méprisant le travail, ils imaginent un plan pour être riches jusqu'à la fin de leurs jours : voler la lune et la vendre. Avant leur départ, ils prennent le dernier pain de leur pauvre mère travailleuse. Après de nombreuses aventures, ils parviennent à attraper la lune dans un filet de pêche. C'est alors que leurs ennuis commencent...

## Fiche technique
- Titre : Histoire de deux enfants qui volèrent la Lune
- Autre titre : Les Mangeurs de Lune
- Titre original : O dwóch takich, co ukradli księżyc
- Réalisation : Jan Batory
- Scénario : Jan Batory, Jan Brzechwa
- D'après le roman de Kornel Makuszyński
- Producteur : Franciszek Petersile
- Musique : Adam Walaciński
- Costume : Alicja Waltos
- Distribution : Syrena Film
- Langue : polonais
- Date de sortie : 
  -  Pologne : 12 novembre 1962
- Affiche : Macario Gómez Quibus (Espagne)

## Distribution
- Lech Kaczynski : Jacek
- Maria Janecka : Jacek (voix)
- Jaroslaw Kaczynski : Placek
- Danuta Mancewicz : Placek  (voix)
- Helena Grossówna : Mère
- Ludwik Benoit : Père
- Janusz Strachocki : maire de Zapiecek
- Wacław Kowalski : forgeron de Zapiecek
- Tadeusz Woźniak : Professeur
- Bronisław Darski : Barnaba, le paysan
- Marian Łącz : un paysan qui jette la terre
- Jadwiga Kuryluk :  Julia Nieborak
- Marian Kociniak : Grzegorz Nieborak
- Janusz Kłosiński : Mortadella
- Adam Pawlikowski : gouverneur Saradella / résident de la ville dorée
- Marian Wojtczak : capitaine de voleurs
- Włodzisław Ziembiński : résident de la ville dorée
- Andrzej Szczepkowski : le narrateur (voix)
- Ryszard Ronczewski